# ベンノ・オーレンシュタイン

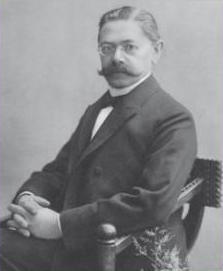
ベンノ・オレンシュタイン

ベンノ・オーレンシュタイン（Benno Orenstein、1851年8月2日ポーランド生まれ～1926年4月11日ベルリンのヴァンゼー地区で逝去）は、オーレンシュタイン＆コッペル社の共同創設者として、ドイツの実業家であり機械産業の起業家であった。

## 生涯
ベンノ・オーレンシュタインはユダヤ系の人物だった。1876年にアルトール・コッペル（1851〜1908）と共に、フェルトバーン（産業用トロッコ鉄道）用機材の商社を設立し、組立式軽軌条やナベトロ（荷台転倒式トロッコ）を販売したが、コッペルは1885年に退職した。このことから彼は、世界的に発展した製造会社オーレンシュタイン・ウント・コッペル社（機関車と客車および付属品、後には掘削機も製造）を設立し、1897年に株式会社に転換し、1930年にドイツと海外で約8,500人を雇用した。しかしそれは1941年に「アーリア化（国有化）」された。オーレンシュタインはローザ・ランツベルガー（1859-1941）と結婚し、ヘルマン・アーロンの義兄弟になった。彼の息子であり、会社経営の後継者はアルフレッド・オーレンシュタイン（1885-1969）だった。彼の娘エディタ（1884-1943）は、1920年に後の財務大臣であるアルトール・ツァルデンと結婚した。その後ベンノ・オーレンシュタインは、ベルリン・ヴァイセンゼーのユダヤ人墓地のＷＴ地区にある名誉墓地に埋葬された。ベンノ・オーレンシュタインは、名誉称号である商工会議所員（1905年エーレンティーテルン・コマーツィーンラート）と商工業宮中顧問官（1913年ゲハイマー・コマーツィーンラート）を得た。またベンノ・オーレンシュタイン賞は、大学と産業界のコミュニケーションを促進するために1987年から授与されている。

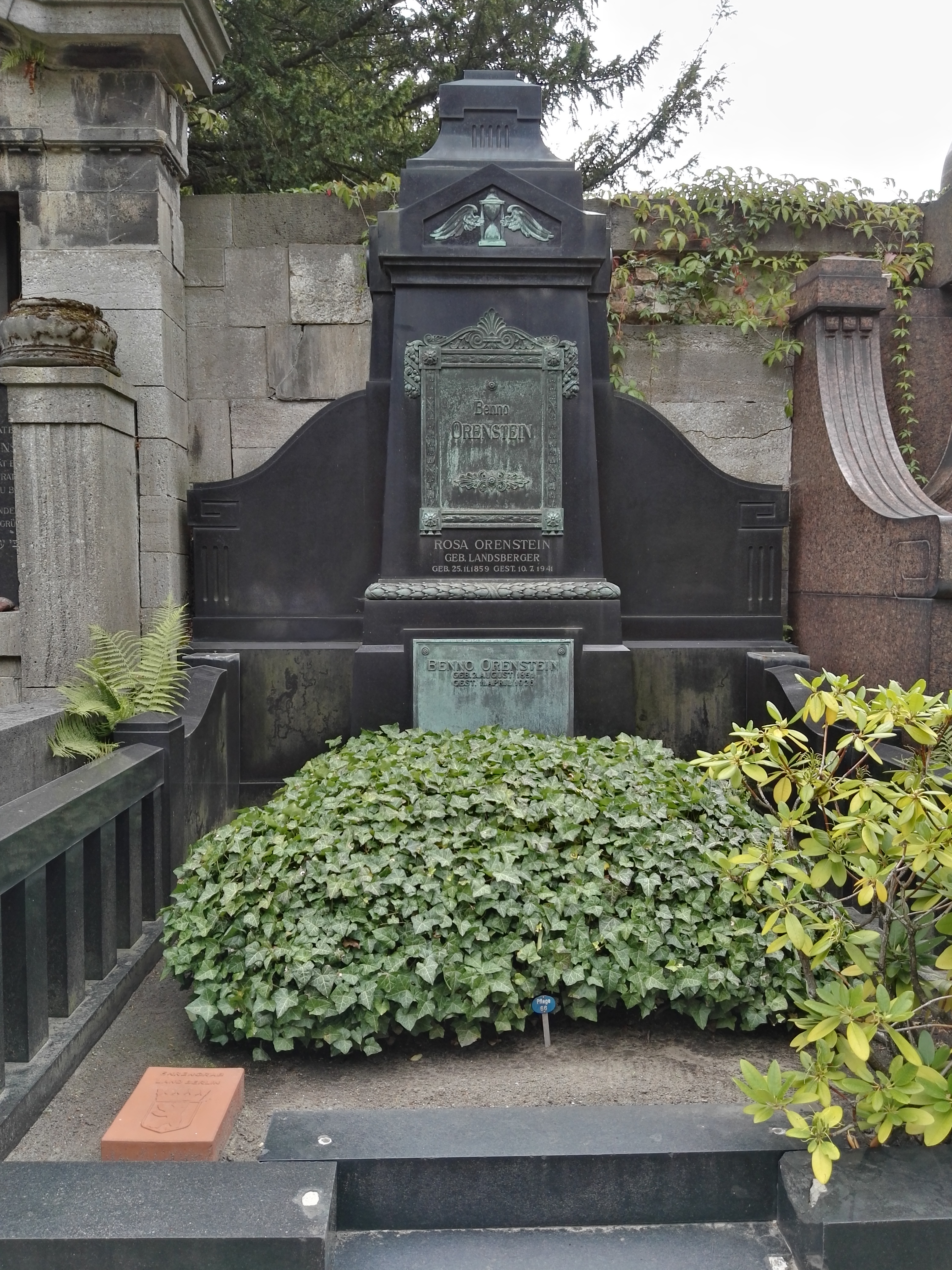
名誉の墓